# JX金属関崎みらい海星館

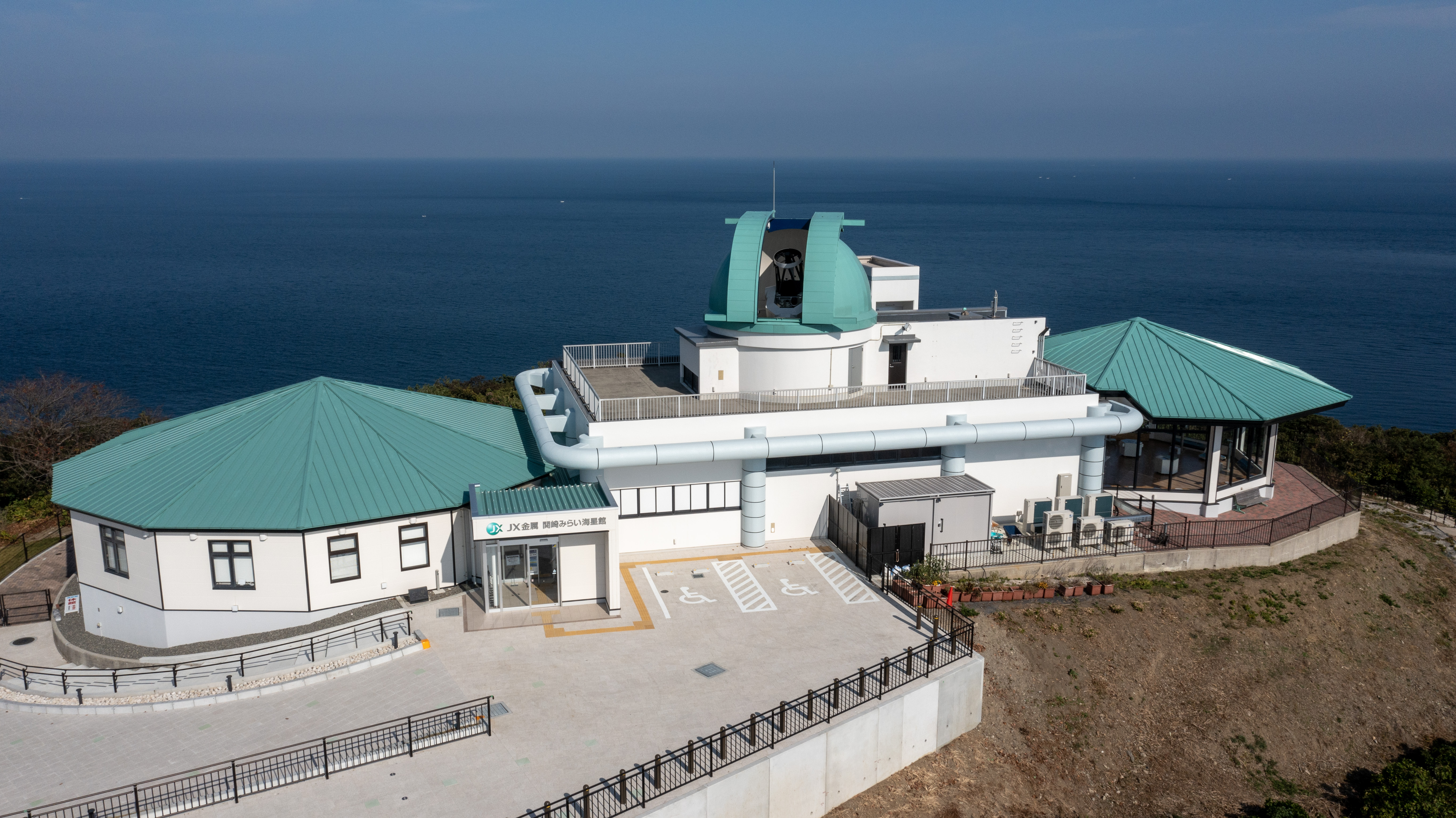
海星館の建物全体。手前側に展望エリアがある。

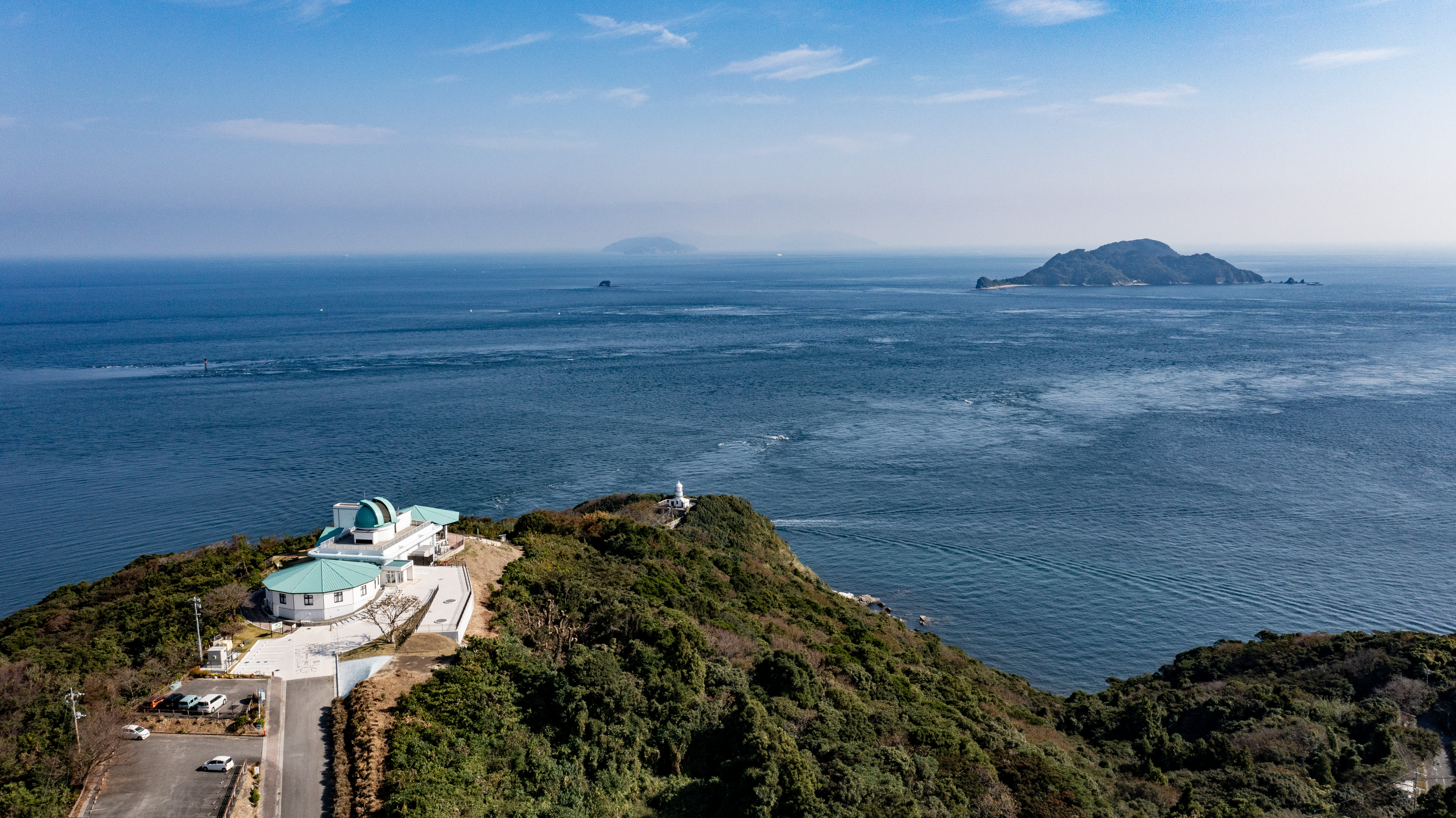
海星館からの豊予海峡の展望
手前が関崎で奥に四国の佐田岬が見える。

JX金属関崎みらい海星館（ジェイエックスきんぞくせきざきみらいかいせいかん）は、大分県大分市佐賀関にある天文台及びプラネタリウム、展示と展望施設等からなる大分市教育委員会所管の社会教育施設。それまで同所に存在した関崎海星館が2022年5月に改修のため一時休館し、JX金属がネーミングライツ契約を取得したことにより2023年7月1日より通称が現名称となった。2023年7月21日に外構工事を行いながら再オープンし、すべての工事が完了した2023年11月に正式オープンをした。

## 概要
海洋及び天文に関する学習の場を提供することにより市民の知識及び教養の向上を図ることを目的に1995年（平成7）4月1日に旧佐賀関町によって設置された生涯学習施設。正式名称は「豊予海峡　関崎海星館」。また、立地の特徴から岬の関埼灯台を見下ろしつつ瀬戸内海国立公園の高島や日豊海岸国定公園のリアス海岸を捉えつつ、対岸四国から豊後水道、別府湾、瀬戸内海を望める。そのため観光の場としても位置付けられている。

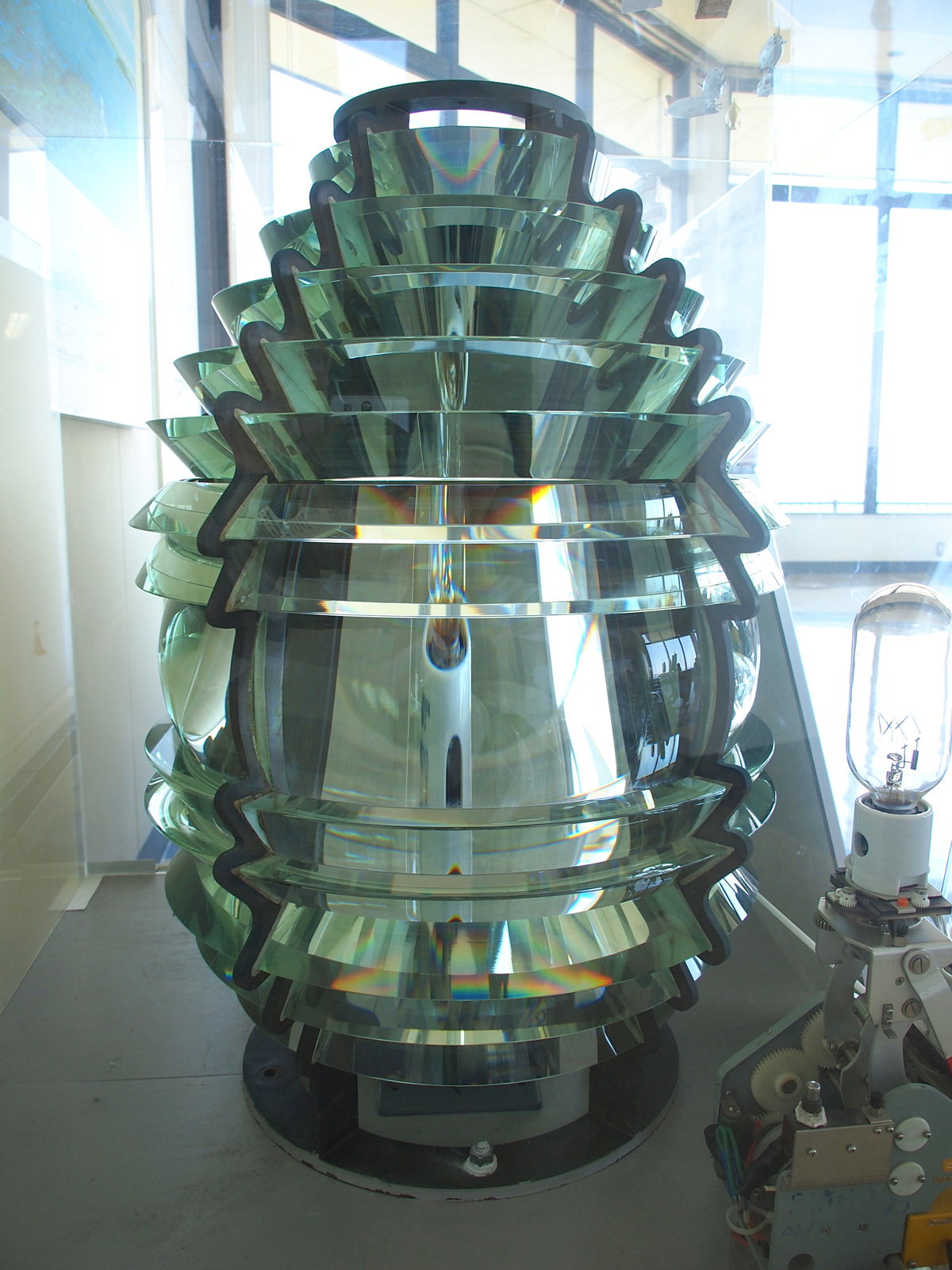
館内に提示されている関埼灯台の旧第4等フレネル式レンズ

展示室には太陽系の紹介など模型を活用したものや、隕石や旧海星館使用の天体望遠鏡などがあり、月の満ち欠けを学べるものやクイズ形式の展示もコーナーとして新設。また、関埼灯台が見下ろせる高台であるため、特設展示コーナーには、関埼灯台で使われていた歴史ある機器を展示しており、明治34年（1901年）7月20日の運用開始から94年間使われた灯台の最頭部にある初代冠蓋や1870年イギリスで製造の貴重な旧4等フレネル式レンズは貴重なものである。海路標識を学べる海星館では、年に一回程度の関埼灯台の一般開放日に海上保安庁と協力してイベントを行っている。スタンプラリーや灯台の役割などが学べる展示、海上保安官による講話など家族連れなどが気軽に参加している。ワークショップ室では、夏休みを中心に工作や座学などのイベントが開催されている。中でも種子島や内之浦からのロケットの打ち上げが夜間に行われる場合、海星館からは見ることができることもありロケット工作や宇宙に関する教材と海の学びについての教材の活用がある。
市町村合併以前の旧佐賀関町時代の植栽にによりアジサイ、スイセンの名所とされていたが環境の変化により現在ではみられない。タイタンビカスやハイビカスが500本ほど植えてあり8月には1000輪もの花が咲く。5月と10月のそれぞれ中旬頃には渡りをする蝶として知られるアサギマダラが中継地点として飛来している。

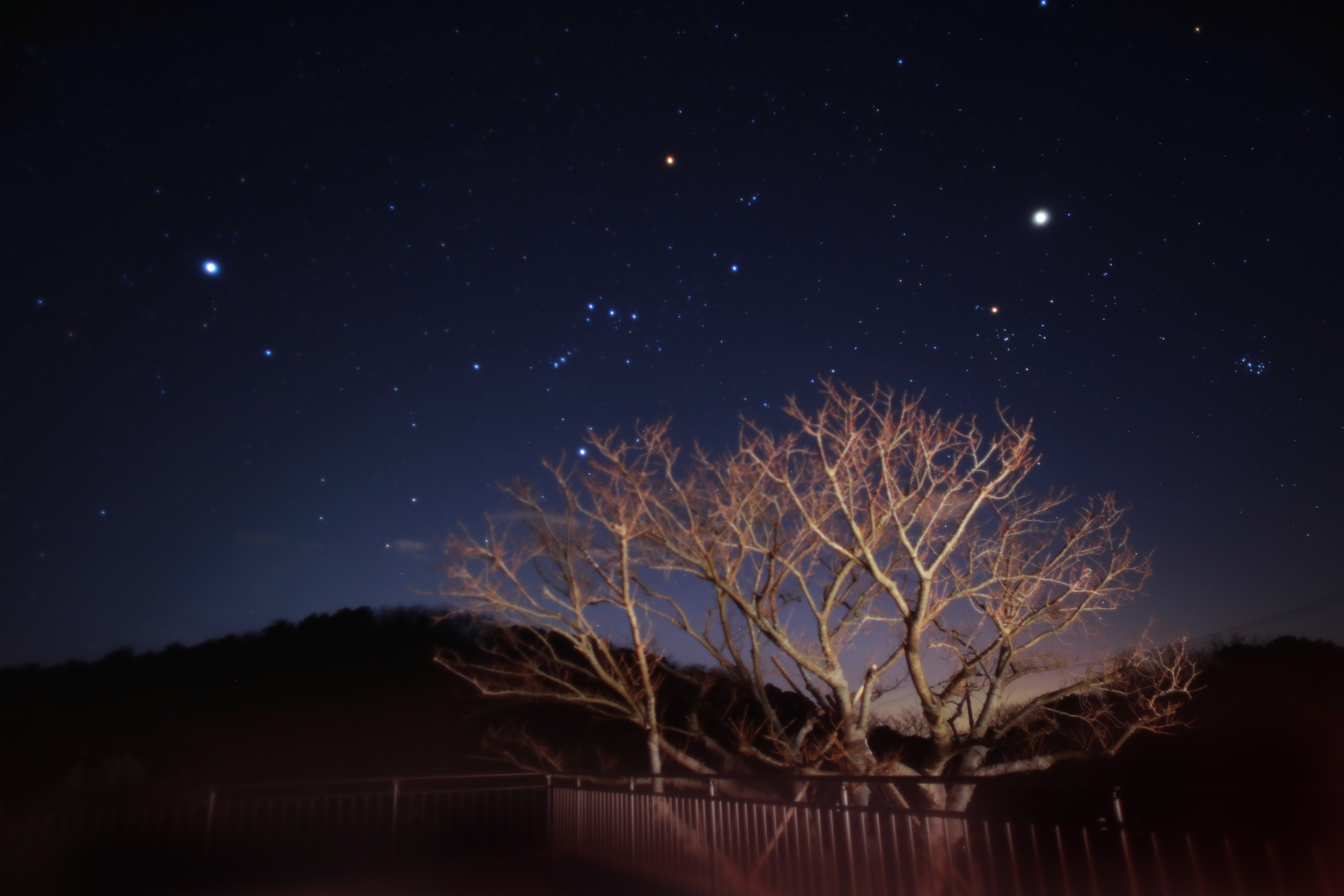
2025年元日未明に撮影したオオシマザクラと冬の星座

正面玄関南側にはシンボルツリーであるオオシマザクラがあり、他の桜の開花後に遅れて咲く姿を見ることができる。このオオシマザクラは開館翌年の1996年に若木が植えられたため海星館の歴史をほぼ共にしており、リニューアル工事の際に一度は伐採が決まったが免れている。また星空や海星館の建物と一緒に撮影することにより、インスタ映えスポットとして親しまれている。

## 沿革
- 1995年4月1日、旧佐賀関町の生涯学習施設として開館。
- 2005年1月1日、市町村合併により管理が大分市教育委員会となり名称も「大分市生涯学習施設　関崎海星館」となる。
- 2011年4月1日、指定管理制度導入。管理者は大分エージェンシー株式会社である。
- 2012年6月、天体望遠鏡のシステム改修により、PC9801制御からWindows制御に更新。
- 2022年5月15日をもって改装のため休館。初代の天体望遠鏡（西村製作所製・口径60cm反射望遠鏡）は同年7月に解体し一部が展示保存されている。
- 2023年7月21日、リニューアルオープン。
- 2023年11月、リニューアル工事完了。
- 2025年7月14日、来場者70万人を突破[6]。

### 2023年のリニューアル

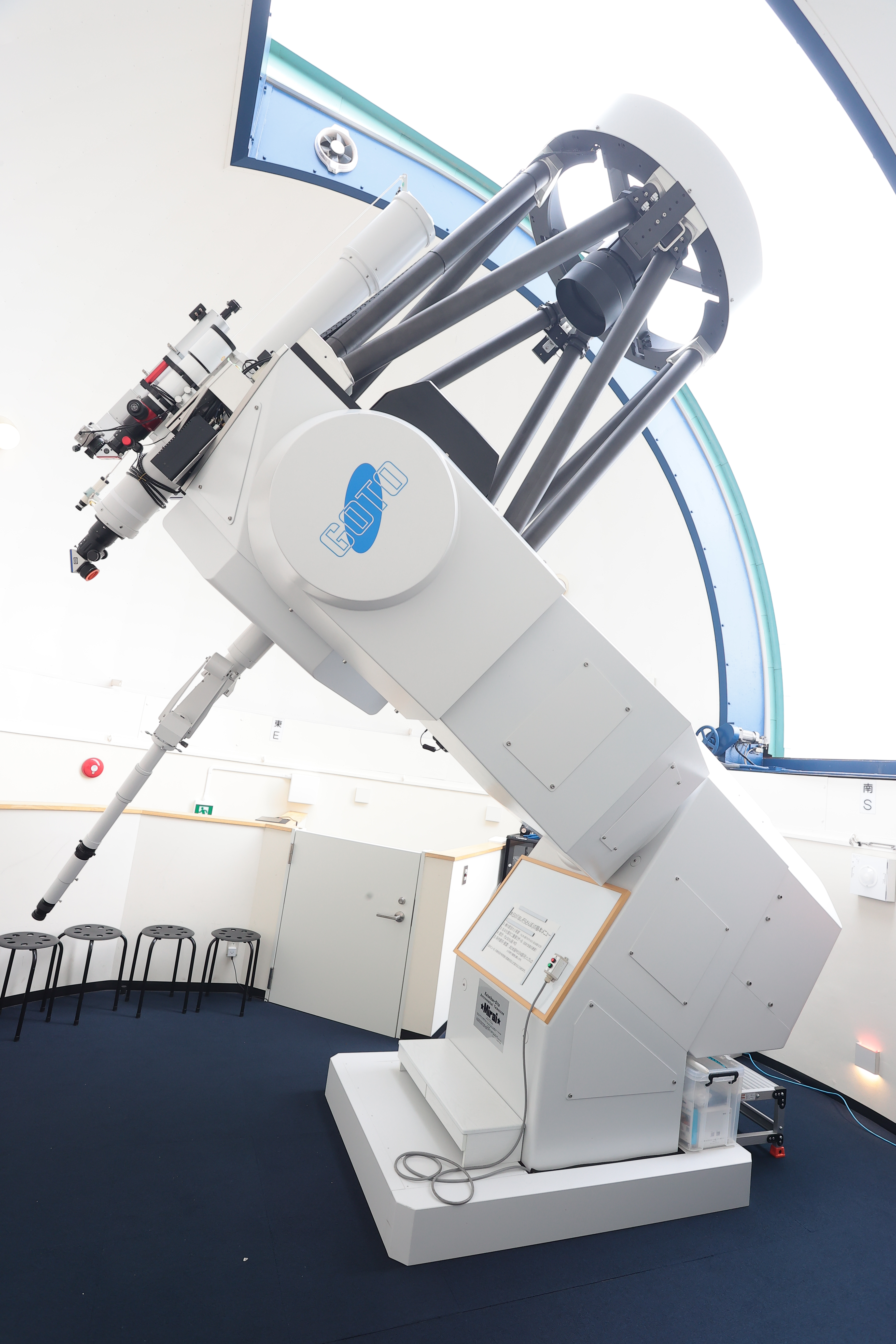
大分県最大の口径を誇る天体望遠鏡で、愛称は公募により「みらい」に決まった。

2023年までの改修により次のように変わっている。
正面玄関が北側から南側へ変更され、合わせて外構工事により新たな展望エリアが誕生した。バリアフリー化され、身障者用駐車場が2台分新規増設、有料ゾーンの天体観察室へはエレベーターと昇降機を介する形で車椅子で直接乗り入れが可能となった。
天体望遠鏡が五藤光学研究所製・口径83cm反射式赤道儀と、サブ望遠鏡口径15cm屈折式望遠鏡に更新された。口径83cmと以前よりも大型化、それまでの国東市梅園の里天文台の口径65cmを超え大分県最大口径の天体望遠鏡となった。また、九州本土としては福岡県八女市・星の文化館の口径100cmに次ぐ第二位の大型望遠鏡である。2023年2月～5月に望遠鏡の愛称を大分市内の小学校54校を対象に募集し、7月20日に職員選定により別保小学校の11歳の少年命名の「MIRAI」と発表。これはネーミングライツ決定の前であり、「みらい」という言葉が望遠鏡愛称と施設の通称名に使われることになった。
大分市初となるデジタル式プラネタリウム（五藤工学研究所製、ドーム形6ｍ、リクライニング式18席、ベンチシート2席で最大22名収容）を新設。開館日の日中を中心に一般投影をしている。投影内容は日によって変動することがあり、イベント投影も行われる。座席数が22席とコンパクトな造りのため、混雑と円滑な運営を行う必要性からホームページからの事前予約制となっている。空席がある場合等は当日飛込での受付も可。一般投影を開館日に行っているプラネタリウムは、現在大分県内では海星館が唯一である。
太陽撮像システムHα線太陽望遠鏡、カルシューム線太陽望遠鏡、口径10㎝太陽眼視観測用望遠鏡を更新。
また、佐賀関にグループ会社の事業所であるJX金属製錬佐賀関製錬所があるJX金属が命名権を取得し、2023年7月1日から通称がJX金属関崎みらい海星館となった。

## 館長
歴代以下のとおりで、うち3名は小惑星に名前を残している。
1. 船田工：1995年4月1日～2002年3月31日　（小惑星6869 :Funada  1998年8月8日・国際天文学連合によって命名）
2. 渕野純生：2002年4月1日～2005年3月31日
3. 高橋誠彦：2005年4月1日～2009年2月28日
4. 佐藤博美：2009年3月1日～2011年3月31日
5. 平岩賢司：2011年4月1日～2014年7月31日
6. 川田政昭：2014年8月1日～2025年3月31日  （小惑星23471 :Kawatamasaaki  2021年5月14日・国際天文学連合によって命名）
2020年東京オリンピックの聖火リレーでは、2021年4月24日に聖火ランナーとして春日町小学校前を走った。
2024年7月21日には海上保安庁大分海上保安部より「関埼灯台アンバサダー」に認定。
2025年4月1日、館長在任10年7ヶ月を記念して名誉館長に就任 。
7. 西山浩司：2025年4月1日～現在 （小惑星15250 :Nisiyamahiro  2010年5月27日・国際天文学連合によって命名）
梅園の里天文台天球館初代館長。副館長を経て2025年4月に館長に就任した[7]。

## その他
綾辻行人のデビュー作『十角館の殺人』に登場するS半島J崎沖の角島は、佐賀関半島関崎（地蔵崎）沖にある高島をモデルとしたものとされる。そして関崎海星館はその外観が『十角館の殺人』の舞台となった十角館に酷似しているが、この小説が発表されたのが1987年であるのに対して、関崎海星館が開館したのはその8年後の1995年であり、十角館は関崎海星館をモデルとしたものではない。